# Antonio Bosio
Antonio Bosio (nacido en Malta en 1575 y fallecido en Roma en 1629) fue un arqueólogo. Desde muy joven se trasladó a Roma para realizar sus estudios en el colegio romano de los jesuitas.
Su interés principal fue el estudio de las catacumbas de Roma. Aunque él mismo no realizaba las excavaciones, sino que se movía dentro de las galerías llevando consigo alguna persona que la conociera y un pintor que reproducía los frescos e imágenes encontradas en las criptas y paredes de estos cementerios. Su intención era crear una descripción lo más sistemática que se pudiera de tales galerías subterráneas. 
Su trabajo fue tan bien elaborado que otro estudioso de las catacumbas como fue Giovanni Battista de Rossi lo llamaba el Colón de Roma subterránea: la precisión llega a indicar qué elementos encontró personalmente y cuáles leyó en otros libros sobre cada una de las catacumbas de Roma.
Este estudio fue publicado póstumamente, en 1634, con el título de Roma sotterranea («Roma subterránea»). Con motivo del descubrimiento de las reliquias de santa Cecilia publicó Historia passionis b. Caeciliae virginis en 1600.